# Länsväg 221
De Zweedse weg 221 (Zweeds: Länsväg 221) is een provinciale weg in de provincie Södermanlands län in Zweden en is circa 17 kilometer lang.

## Plaatsen langs de weg
- Bettna
- Flen

## Knooppunten
- Riksväg 52 bij Bettna (begin)
- Riksväg 55/Riksväg 57 bij Flen (einde)